# Marek Andrzej Natusiewicz
Marek Andrzej Natusiewicz (ur. 1 sierpnia 1952 we Wrocławiu) – polski urbanista, doktor Politechniki Wrocławskiej, wykładowca w Wyższej Szkole Humanistycznej we Wrocławiu, działacz NSZZ „Solidarność” w latach 1980-1988, w czasie stanu wojennego współpracownik Solidarności Walczącej, nauczyciel akademicki.   
Bratanek Janiny Natusiewicz-Mirer, ofiary katastrofy lotniczej w pobliżu lotniska w Smoleńsku 10 kwietnia 2010 roku.

## Życiorys

### Wykształcenie i działalność zawodowa
Syn Ryszarda i Alicji z domu Pałysińskich, uczestniczki Powstania warszawskiego. Studiował w latach 1971-1977 na Wydziale Architektury Politechniki Wrocławskiej. Po zdaniu egzaminu dyplomowego i uzyskaniu tytułu magistra nauk technicznych, w roku 1977 został zatrudniony w Wojewódzkim Biurze Planowania (przekształconego później w Wojewódzkie Biuro Planowania Przestrzennego) we Wrocławiu. W 1988 roku zrezygnował z pracy w Biurze i zajął się własną działalnością wydawniczą w ramach spółki Urbanistyka Sp. z o.o.
W 2000 roku był komisarzem Biura EXPO Urzędu Marszałkowskiego Województwa Dolnośląskiego.
W latach 1997–2001 był ekspertem Komisji Rozwoju Przestrzennego i Architektury Rady Miejskiej Wrocławia
Od 2006 jest wykładowcą na Wydziale Architektury Wnętrz Wyższej Szkoły Humanistycznej we Wrocławiu.
W 2012 roku uzyskał stopień naukowy doktora na podstawie pracy poświęconej zagospodarowaniu przestrzennego Placu Społecznego we Wrocławiu.
Autor i współautor ponad 200 publikacji zawierających twórczość rysunkową architekta prof. Ryszarda Natusiewicza. Stworzył, wspólnie z Ryszardem Natusiewiczem koncepcję kościoła św. Judy Tadeusza w Jeleniej Górze-Czarnem.

### Działalność opozycyjna w okresie PRL
We wrześniu 1980 r. został wybrany przewodniczącym Komitetu Założycielskiego NSZZ „Solidarność” w Wojewódzkim Biurze Planowania Przestrzennego (WBPP) we Wrocławiu. Późną jesienią 1980 roku został wybrany przewodniczącym Komisji Zakładowej i był nim oficjalnie do 13 grudnia 1981 roku. Po wprowadzeniu stanu wojennego współtworzył Tajną Komisję Zakładową (TKZ) w WBPP. W tym czasie ściśle współpracował z Regionalnym Komitetem Strajkowym, a od jesieni 1982 roku, zgodnie z decyzją TKZ, również z Solidarnością Walczącą. Założyciel zakładowej biblioteki wydawnictw podziemnych, współpracownik redakcji podziemnych pism „Z Dnia na Dzień” (I-III 1982), „Replika” (1982-1983) oraz Niezależnej Agencji Fotograficznej Dementi (1982-1983).
Był pomysłodawcą i realizatorem nagrywania na kasetach audio oraz rozprowadzania czytanej literatury i artykułów z prasy podziemnej, w tym m.in. twórczości Macieja Poleskiego (czyli Czesława Bieleckiego, obficie publikowanego na łamach paryskiej "Kultury").
17 listopada 1983 został aresztowany w związku z korespondencją prowadzoną pod pseudonimem "Fox" dotyczącą "nielegalnej, zakonspirowanej grupy osób działających w ramach studia fotograficznego kryptonim Uno i Kontrast. Wroga działalność w środowiskach - terror - aktywiści ruchu związkowego". Od tego czasu przebywał w Areszcie Śledczym we Wrocławiu. 1 marca 1984 wyrokiem Sądu Rejonowego Wrocław-Śródmieście został skazany na karę 1,5 roku więzienia, "za kierowanie nielegalną agencją fotograficzną Nafta będącą na usługach podziemnych struktur Solidarności", po czym został osadzony w Zakładzie Karnym w Strzelinie. 25 lipca 1984 na mocy amnestii został zwolniony z odbywania pozostałej części kary.
W międzyczasie, 17 lutego 1984 został zwolniony z pracy. Po wyjściu z zakładu karnego nawiązał kontakt z dyrekcją WBPP i zgodnie z ustną umową zgłosił się do pracy 1 października 1984. Jednak nie został dopuszczony do jej wykonywania. Dlatego też oddał sprawę do Okręgowego Sądu Pracy, który wyrokiem wydanym wiosną 1985 roku uznał umowę ustną za obowiązującą, w efekcie czego został ponownie zatrudniony w WBPP.

### Działalność publiczna w III RP
W latach 2001–2005 dyr. biura poselskiego posła Antoniego Stryjewskiego (LPR/Ruch Katolicko-Narodowy).
Wielokrotnie kandydował w wyborach parlamentarnych do Sejmu oraz do Rady Miejskiej we Wrocławiu.
Od 2018 roku członek Rady Instytutu Współpracy Polsko-Węgierskiej im. Wacława Felczaka.
Wielokrotny uczestnik paneli dyskusyjnych takich wydarzeń jak Forum G2 czy Uniwersytetu Letniego w Krasiczynie.

## Odznaczenia i wyróżnienia
W 2017 roku, z rąk Sekretarza Stanu w KPRP Andrzeja Dery, otrzymał przyznane przez Prezydenta RP Andrzeja Dudy odznaczenie Krzyża Oficerskiego Orderu Odrodzenia Polski.
30 czerwca 2017 roku, z rąk wiceprezesa Instytutu Pamięci Narodowej Jana Bastera, otrzymał odznaczenie Krzyża Wolności i Solidarności.
W 2020 roku, postanowieniem Prezydenta RP Andrzeja Dudy, został odznaczony Medalem Stulecia Odzyskanej Niepodległości.